# Estadi d'Addis Abeba
L'Estadi d'Addis Ababa és un estadi de futbol i atletisme de la ciutat d'Addis Ababa, a Etiòpia.
L'estadi va ser construït el 1940 quan el país estava sota control italià. Va ser la seu de la Copa d'Àfrica de Nacions 1962, 1968 i 1976.
Pel que fa a l'atletisme, grans corredors com Abebe Bikila i Haile Gebrselassie han competit en aquest estadi. Va ser seu del Campionat Africà d'atletisme de 2008.
Un nou estadi anomenat Estadi Nacional d'Addis Ababa amb capacitat per a 60.000 espectadors serà construït a la ciutat.

## Referències

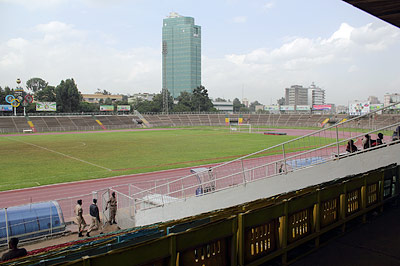
Estadi Addis Abeba.